# کارتس
کارتس (به اسپانیایی: Cartes) یک دهستان در اسپانیا است که در استان کانتابریا واقع شده‌است. کارتس ۱۹٫۰۲ کیلومتر مربع مساحت و ۵٫۱۱۸ نفر جمعیت دارد و ۴۰ متر بالاتر از سطح دریا واقع شده‌است.